# Lactura
Lactura är ett släkte av fjärilar. Lactura ingår i familjen Lacturidae.

## Dottertaxa tillLactura, i alfabetisk ordning[1]
- Lactura acrantha
- Lactura aglaodora
- Lactura albofimbriata
- Lactura anaemoptila
- Lactura anthina
- Lactura apoplectica
- Lactura atrolinea
- Lactura aureocuprea
- Lactura aurosa
- Lactura autocosma
- Lactura bancrofti
- Lactura basistriga
- Lactura bisecta
- Lactura britomartis
- Lactura callianthes
- Lactura calliphylla
- Lactura callipyra
- Lactura callopisma
- Lactura caminaea
- Lactura captatrix
- Lactura citrina
- Lactura clitodes
- Lactura coacervata
- Lactura coleoxantha
- Lactura coronopis
- Lactura crassivenella
- Lactura cristata
- Lactura dichroa
- Lactura dives
- Lactura eclipticopa
- Lactura egregiella
- Lactura empedarthra
- Lactura erythractis
- Lactura erythrodendron
- Lactura erythrodesma
- Lactura eupoecila
- Lactura eurycrates
- Lactura eurylyca
- Lactura eurypercna
- Lactura euthoracica
- Lactura floricoma
- Lactura haematopus
- Lactura haplochroa
- Lactura heliantha
- Lactura igninix
- Lactura infevescens
- Lactura insecutrix
- Lactura irrorata
- Lactura laeta
- Lactura laetifera
- Lactura lateralis
- Lactura leucophthalma
- Lactura mactata
- Lactura magocosma
- Lactura marsyas
- Lactura mixoleuca
- Lactura obscura
- Lactura ophioglossa
- Lactura ophiucha
- Lactura oroglypta
- Lactura panopsia
- Lactura parallela
- Lactura persicopa
- Lactura phlogopa
- Lactura phoenobapta
- Lactura picta
- Lactura pilcheri
- Lactura platyorma
- Lactura plectica
- Lactura psammitis
- Lactura pseudophile
- Lactura pteropoecila
- Lactura pupula
- Lactura pyrilampis
- Lactura pyrochrysa
- Lactura pyronympha
- Lactura quadrifrenis
- Lactura rhodocentra
- Lactura rhodographa
- Lactura rhodomochla
- Lactura rubriflora
- Lactura rubritexta
- Lactura rutila
- Lactura sanguiflua
- Lactura schausia
- Lactura schenoxantha
- Lactura spatula
- Lactura subfervens
- Lactura suffusa
- Lactura xanthodes